# Melanomys zunigae
Melanomys zunigae är en däggdjursart som först beskrevs av Sanborn 1949.  Melanomys zunigae ingår i släktet Melanomys och familjen hamsterartade gnagare. IUCN kategoriserar arten globalt som akut hotad. Inga underarter finns listade i Catalogue of Life.
Artepitet i det vetenskapliga namnet hedrar den peruanska zoologen Enrique Zuñiga.
Denna gnagare förekommer i en mindre kullig region i Peru i närheten av Lima. Utbredningsområdet är torrt och liknar en öken. Arten vistas på marken och den är antagligen nattaktiv. Efter 1949 har inga individer påträffats och därför befaras att arten är utdöd.